# باتي تشانغ
باتي تشانغ (بالإنجليزية: Patty Chang)‏ هي مخرجة أمريكية، ولدت في 3 فبراير 1972 في سان فرانسيسكو في الولايات المتحدة.